# Оленье молоко

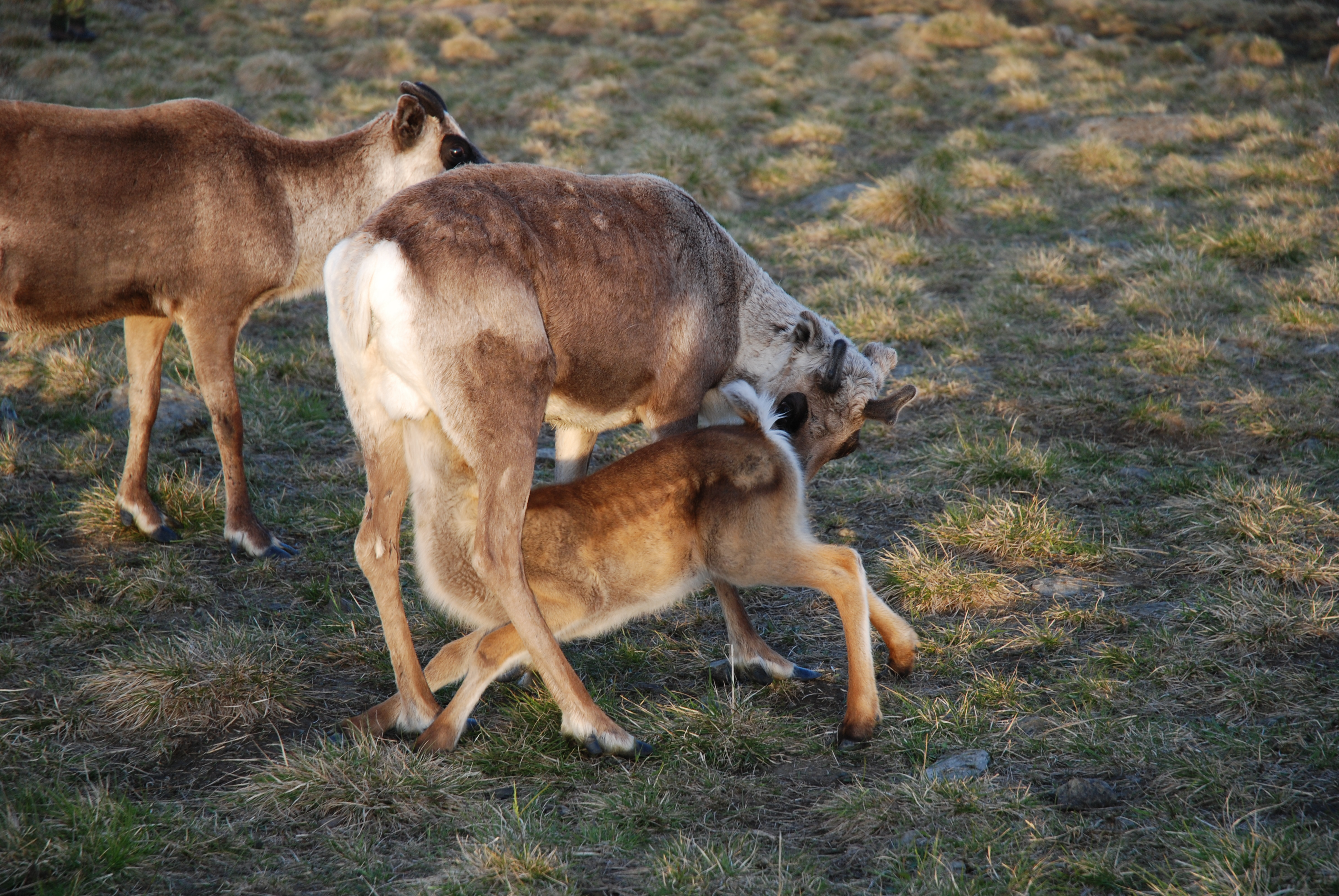
Сосущий молоко оленёнок

Оле́нье молоко́ — естественное природное материнское молоко вырабатываемое в виде секрета молочных желёз млекопитающих оленихами из биологического семейства Оленевые (лат. Cervidae) для кормления новорождённых оленят и используемое людьми после дойки одомашненных и сельскохозяйственных животных оленеводства (как северный олень, пятнистый олень, благородный олень) в качестве пищевого продукта (питья) и в обрядовых целях.

## Особенности
Оленье молоко содержит практически все компоненты, характерные для молока других видов млекопитающих. В зависимости от жирности оленье молоко может быть от чисто белого до кремоватого цвета и довольно вязкую, как сливки, консистенцию. Традиционно потребляется на северных территориях различных стран мира, где олени являются одомашненными животными. Используется также, как и иное молоко сельскохозяйственных животных для употребления в сыром виде и/или для приготовления разнообразных кулинарных изделий и блюд. Оленье молоко обладает антиоксидантными свойствами. В оленьем молоке содержится гораздо больше жиров и белков, чем в коровьем молоке. Вкус оленьего молока насыщенно концентрированный, терпкий и резковатый: пить его в сыром виде сможет не каждый, но при разбавлении водой, вкус его становится вполне приятным. Молочный жир оленьего молока усваивается на 98 %.

### Состав и пищевая ценность
Олени не отличаются высоким надоем, но по содержанию жира оленье молоко в 4-5 раз превосходит коровье и содержит до 22 % жира.
Состав молока самки северного оленя:
- Массовая доля сухих веществ — 34,4-36,7 %
- животного жира — 19,1-22,5 %
- протеина — 10,3-10,4 % (в том числе казеина — около 8,8 %)
- лактозы — 2.5-3,3 %
- минеральных веществ — около 1,6 %

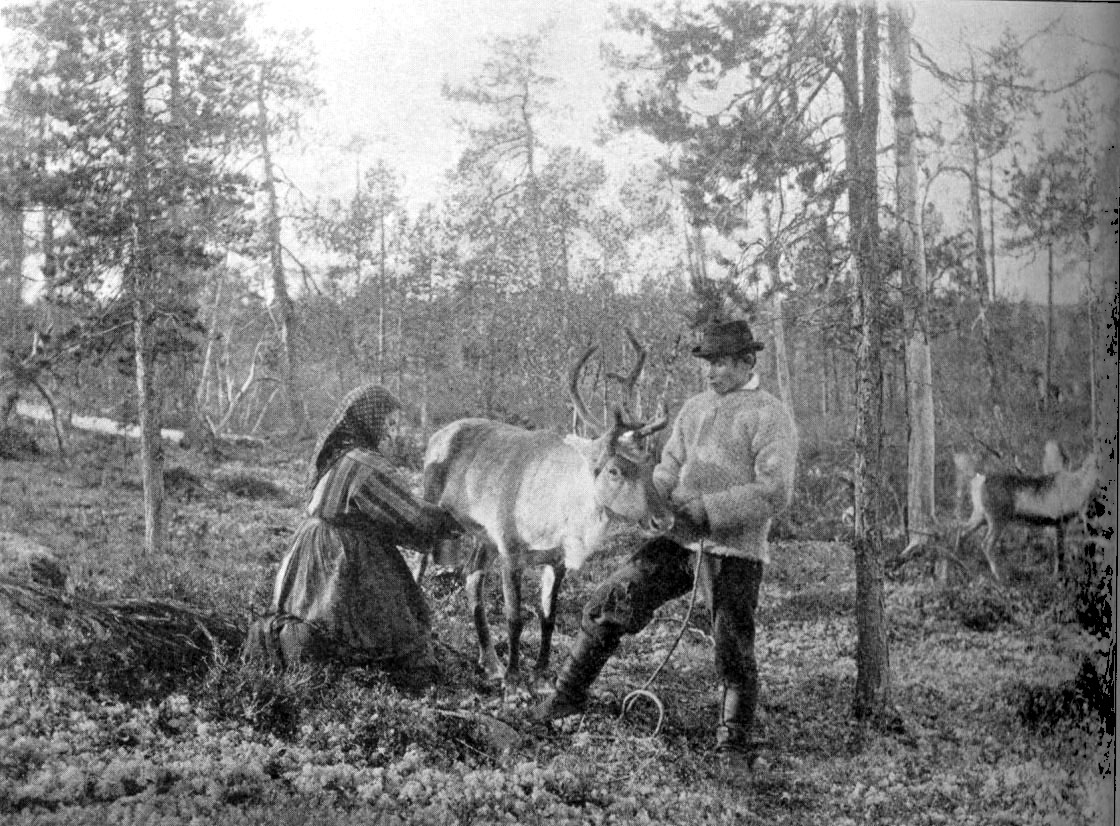
Доение самки северного оленя норвежскими саамами (XIX век)

Калорийность оленьего молока составляет около 272 ккал на 100 гр.

## Применение
В древности оленье молоко хранили в мешках, изготовленных из вывернутых желудков этих животных, которые держали в двуслойных берестяных туесах. В туесах хранили относительно плотное по консистенции «сливочное масло», приготовленное из молока оленей и обладающее зеленоватым оттенком. Сырое молоко добавляют в горячие травяные чаи. Из оленьего молока делают сыры. Алтайцы и тувинцы используют его для приготовления молочной водки — араки.

## Возможные негативные реакции
При употреблении оленьего молока и продуктов из него могут возникать аллергические реакции, особенно у непривычного к данному продукту питания ребёнка и некоторых людей.